# Course de Slovaquie des voitures de tourisme
La Course de Slovaquie des voitures de tourisme (FIA WTCC Race of Slovakia) est une épreuve du Championnat du monde des voitures de tourisme de 2012 à 2016 puis de la Coupe du monde FIA des voitures de tourisme en 2018. Cette épreuve a lieu sur le Slovakiaring.

## Palmarès
| Saison | Course   | Pilote            | Constructeur   | Circuit      |
| ------ | -------- | ----------------- | -------------- | ------------ |
| 2012   | Course 1 | Gabriele Tarquini | SEAT           | Slovakiaring |
| 2012   | Course 2 | Rob Huff          | Chevrolet      | Slovakiaring |
| 2013   | Course 1 | Gabriele Tarquini | Honda          | Slovakiaring |
| 2013   | Course 2 | Tom Coronel       | BMW            | Slovakiaring |
| 2014   | Course 1 | Sébastien Loeb    | Citroën        | Slovakiaring |
| 2014   | Course 2 | Course Annulée    | Course Annulée | Slovakiaring |
| 2015   | Course 1 | Yvan Muller       | Citroën        | Slovakiaring |
| 2015   | Course 2 | Sébastien Loeb    | Citroën        | Slovakiaring |
| 2016   | Course 1 | Tiago Monteiro    | Honda          | Slovakiaring |
| 2016   | Course 2 | José María López  | Citroën        | Slovakiaring |
| 2018   | Course 1 | Pepe Oriola       | SEAT           | Slovakiaring |
| 2018   | Course 2 | Gabriele Tarquini | Hyundai        | Slovakiaring |
| 2018   | Course 3 | Norbert Michelisz | Hyundai        | Slovakiaring |
| 2019   | Course 1 | Frédéric Vervisch | Audi           | Slovakiaring |
| 2019   | Course 2 | Néstor Girolami   | Honda          | Slovakiaring |
| 2019   | Course 3 | Ma Qing Hua       | Alfa Romeo     | Slovakiaring |

## Référence
1. ↑  Loeb vainqueur sous le déluge du Slovakiaring